# 城峯神社 (埼玉県神川町)
城峯神社（じょうみねじんじゃ）は、埼玉県児玉郡神川町の神社。

## 歴史
111年（景行天皇41年）に創建されたと伝えられる。日本武尊の東征の帰途に、当地にて大山祇命を祀ったのが当社の起源という。
承平天慶の乱の際、平将門の弟将平が城峯山に立て籠もったが、藤原秀郷によって討伐された。そして秀郷は城峯山に奥宮を建てたという。

## 鯉のぼり伝説
同町矢納地区では、鯉のぼりを揚げないことになっている。これは将平らが立て籠もった際に、鯉のぼりを揚げたことで秀郷軍に居所が知らされ、討伐されることになったからである。以降、鯉のぼりを揚げた家は不幸になると言い伝えられ、鯉のぼりを揚げないようになったという。

## 文化財
- 城峯神社（神川町指定史跡 昭和44年11月1日指定）[2]

## 交通アクセス
- 本庄児玉ICより車42分。